# Passo do Pequeno São Bernardo
O  passo do Pequeno São Bernardo ou o Pequeno São Bernardo  (em francês:  Col du Petit-Saint-Bernard, em italiano:  Colle del Piccolo San Bernardo) é um passo de montanha dos Alpes Graios. O passo fica a 2 188 metros de altitude, sobre a fronteira França-Itália, entre Saboia (França) e Vale de Aosta (Itália), a sul do maciço do Monte Branco.
Não deve ser confundido com o passo do Grande São Bernardo nem com o passo do São Bernardino, ambos na Suíça.
Este acidente geográfico faz parte da divisória de águas  entre o Mar Adriático e o Mar Mediterrâneo.

## S. Bernardo de Menton
Os hospícios do passo do Grande São Bernardo como o passo do Pequeno São Bernardo foram edificados por São Bernardo de Menton.